# ホスホロアミダイト

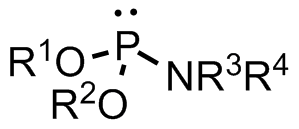
ホスホロアミダイトの一般構造

ホスホロアミダイト（phosphoramidite、(RO)2PNR2）は亜リン酸ジエステルのモノアミドである。ホスホロアミダイトの重要な特徴は、弱酸（例えば塩化トリエチルアンモニウムあるいは1H-テトラゾール）によって触媒される求核剤に対する際立って高い反応性である。これらの反応では、入ってくる求核剤がNR2部分を置き換える。

## 応用

### ヌクレオシドホスホロアミダイト
保護ヌクレオシド由来のホスホロアミダイトはヌクレオシドホスホロアミダイトと呼ばれ、DNAやRNA，その他の核酸，それらのアナログの化学合成に広く使われている。

### 配位子として
あるホスホロアミダイト類は不斉合成において単座キラル配位子としても使われる。
こういった配位子の大きな基はキラルなジオールであるBINOLから誘導され、BINOLと三塩化リンとの反応によってクロロ亜リン酸エステルとし、次に単純な二級アミンと反応させることで合成できる。この種の配位子は1996年にジアルキル亜鉛のエノンへの不斉銅触媒付加反応において初めて使われた。